# Блакитний роман
«Блаки́тний рома́н» — найвідоміший твір українського письменника Гната Михайличенка. Уперше опублікований у 1921 році Всеукраїнським державним видавництвом (Харків) після смерті автора.

## Жанр
У 20-х рр. XX ст. точилася дискусія щодо жанру «Блакитного роману». Критики не могли дійти згоди навіть у тому, до прози чи поезії належить твір. Сьогодні вчені також не дають однозначної відповіді. Твору притаманні такі визначальні риси роману: кілька сюжетних ліній, складне переплетення взаємин героїв, любовні колізії. Але посилений психологізм, ліризм і невеликий розмір відрізняють magnum opus Михайличенка від типового роману. Валерій Шевчук зазначає, що «Блакитний роман» не можна сприймати «тільки як прозу, тобто суму певних історичних та житейських колізій», бо на першому плані в ньому «мова чуття, мова імпульсів». Інна Приходько вважає «Блакитний роман» новелістичною повістю. Достатньо часто літературознавці визначають твір як поезію в прозі (Галина Бахматова та Раїса Мовчан) або драматичну поезію (Андрій Підпалий).

## Короткий зміст
Увесь твір — це монолог-звернення Я до Ти, відтворення спогадів приреченого на смерть Я про минулі події. Історія зосереджена на коханні між Ти й Іною, яке було провіщено героям ще до зустрічі та переслідувало все життя. Причина — спільна «блакить душ» (прагнення до незвіданого й високого). Такою ж особливістю була наділена мати Ти — таємнича єгиптянка, котрій довелося вийти заміж за багатого англійця. Жінка отруїла його, бо цей шлюб обмежував її своєю приземленістю. Доля закинула героїню в українські степи, звівши з батьком Іни.
Ти й Іна намагаються «знайти» один одного, орієнтуючись на «блакить душ» і взаємодіючи з іншими персонажами (Мавка-Іріс, Чоловік, Яся). Події відбуваються на тлі революції, а весь твір можна вважати масштабною алегорією тодішньої ситуації в УРСР.

## Стильові особливості
«Блакитний роман» — модерністський твір, пронизаний символізмом, імпресіоністичним ліризмом і навіть декадентським настроєм. Це зразок орнаментальної прози.